# Drågvitmossa
Drågvitmossa (Sphagnum pulchrum) är en bladmossart som beskrevs av Warnstorf 1900. Enligt Catalogue of Life ingår Drågvitmossa i släktet vitmossor och familjen Sphagnaceae, men enligt Dyntaxa är tillhörigheten istället släktet vitmossor och familjen Sphagnaceae. Arten är reproducerande i Sverige. Inga underarter finns listade i Catalogue of Life.